# SMSS J160540.18-144323.1
SMSS J160540.18-144323.1 (abbreviato in SMSS 1605-1443) è una stella gigante rossa ritenuta fra le più antiche stelle dell'Universo e con la più povera quantità di ferro mai rilevata in una stella. È stata scoperta mediante il telescopio SkyMapper dello Siding Spring Observatory in Australia e pubblicata il 17 luglio 2019. Osservazioni spettroscopiche effettuate nel 2022 con lo strumento ESPRESSO del VLT, congiuntamente alla comparazione di dati d'archivio raccolti con UVES e con il telescopio Magellano, hanno accertato che in realtà SMSS 1605-1443 sia una stella doppia di tipo CEMP, un tipo di stella peculiare povera di metalli e arricchita dal carbonio. La natura della stella compagna è, al momento dello studio, ancora sconosciuta.

## Caratteristiche
Si ipotizza che SMSS 1605-1443 sia una diretta discendente di una stella di popolazione III grande circa 10 M⊙, che è esistita durante i primi tempi di vita dell'Universo, esplodendo poi in una supernova e liberando nello spazio gli elementi che, ricompattandosi successivamente con l'idrogeno dello spazio interstellare, hanno dato origine alla successiva generazione di stelle fra cui questa.
Per spiegare l'insolita bassa quantità di ferro si è ipotizzato che questa sia causata dal meccanismo detto mixing-and-fallback, in base al quale l'esplosione in supernova della stella progenitrice non aveva sufficiente energia per disperdere nello spazio tutti gli elementi pesanti, in particolare il ferro, di cui era composta, che così sono ricaduti per la maggior parte nella stella di neutroni che si è venuta a formare, catturati dalla sua possente gravità.